# Bateria Mistra
Bateria Mistra (malt. Batterija tal-Mistra, ang. Mistra Battery), poprzednio znana też jako Bateria Despirasse (malt. Batterija ta’ Despirasse, ang. Despirasse Battery) jest to bateria artyleryjska nad zatoką Mistra Bay, w Mellieħa na Malcie. Zbudowana została przez Zakon Joannitów w XVIII wieku jako jedna z serii nadbrzeżnych fortyfikacji dokoła Wysp Maltańskich.
Bateria ta uznawana jest za najlepiej zachowaną z maltańskich baterii Zakonu, wciąż posiadając wszystkie oryginalne elementy. Wiele innych baterii zostało zburzonych lub w różnym stopniu zmodyfikowanych, i ledwie kilka przetrwało w oryginalnym stanie.

## Historia
Pierwsze plany budowy baterii w Mistra Bay zostały wykonane w roku 1714, kiedy rycerz Mongontier podarował 133 scudi na jej budowę. Bateria nie figuruje na liście nadbrzeżnych fortyfikacji z lat 1715–1716, lecz prawdopodobnie platforma artyleryjska została zbudowana kilka lat później. Sama bateria, w kształcie, jaki dotrwał do dzisiaj, została zbudowana w czasie rządów Wielkiego Mistrza Manuela Pinto da Fonseca ponad 40 lat później, w roku 1761, w efekcie nalegań wojskowego inżyniera Bourlamaque’a.

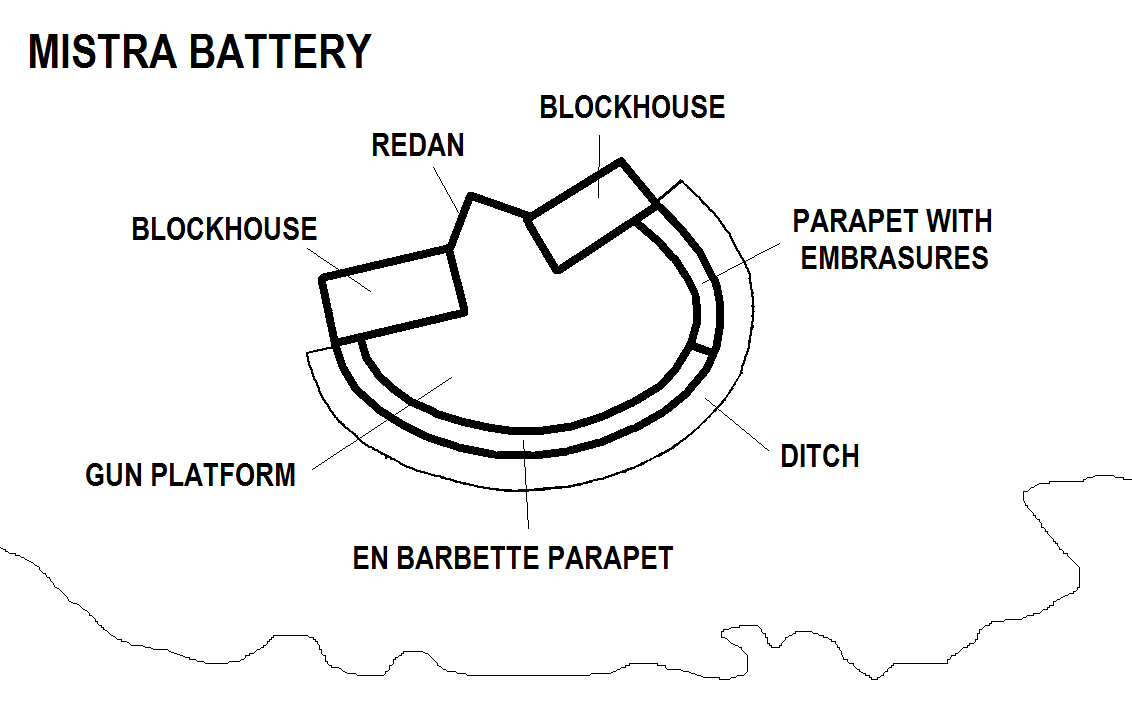
Plan baterii Mistra

Bateria ma platformę artyleryjską, o kształcie zbliżonym do półokrągłego, posiadającą od strony północnej parapet z trzema strzelnicami. Pozostała część platformy nie posiadała parapetu. Bateria jest częściowo otoczona przez nieukończony płytki rów, wykuty w skale. Uzupełnieniem baterii są dwa blokhauzy, połączone redanem z otworami strzelniczymi dla muszkieterów. W redanie znajduje się główne wejście, zwieńczone herbami Zakonu i Wielkiego Mistrza Pinto.
Kiedy w roku 1761 bateria została ukończona, jej uzbrojenie stanowiły trzy żelazne działa 24-funtowe oraz sześć 8-funtowych. Przed rokiem 1770 uzbrojenie zostało zredukowane do zaledwie jednego działa 8-funtowego, a i ono zostało usunięte przed rokiem 1785. Bateria została później raz jeszcze uzbrojona w działa 18-funtowe. Zostały one jednak zabrane przez maltańskich powstańców podczas blokady Francuzów w latach 1798–1800, i przeniesione do baterii Għargħar.
Bateria Mistra została włączona do Antiquities List of 1925, i była jedyną baterią nadbrzeżną ujętą na tej liście.

## Współcześnie

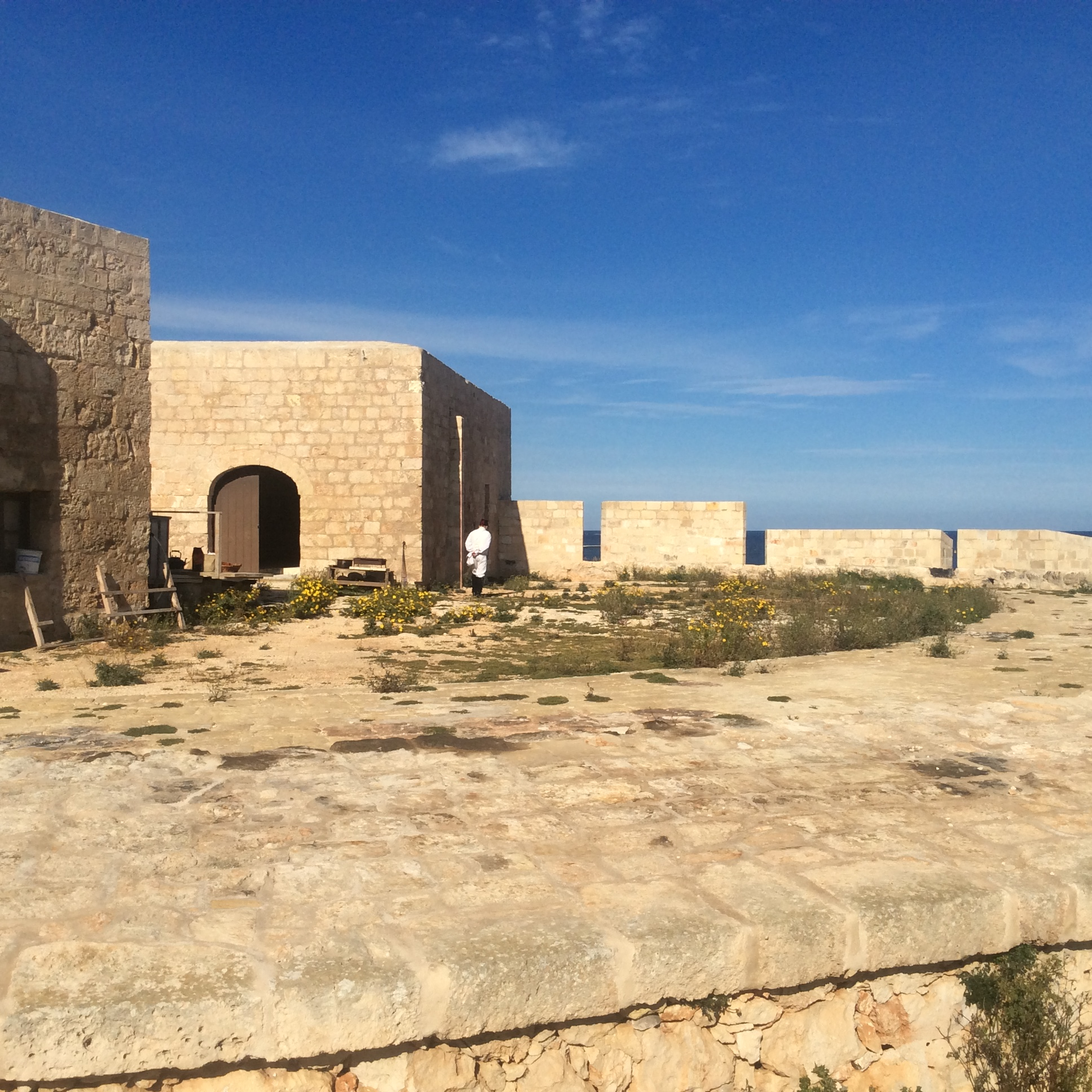
Platforma artyleryjska baterii Mistra, w tle odbudowane strzelnice

W którymś momencie parapet baterii ze strzelnicami został zburzony. Bateria była używana jako magazyn firmy rybackiej P2M Fisheries. Wykonała ona pewne modernizacje, w związku z którymi niektóre części baterii zostały zniszczone.
W roku 2012 firma rybacka nabyła nową posiadłość i, zanim oddała baterię rządowi, odnowiła ją. Pomimo tego, bateria i jej otoczenie wielokrotnie były niszczone przez wandali.
Od tego czasu Fondazzjoni Wirt Artna zaczęła odbudowę i odnawianie baterii. Zniszczone strzelnice oraz otwory strzelnicze dla muszkieterów zostały odbudowane, betonowa wylewka na platformie artyleryjskiej została usunięta. Sucha fosa baterii również została odnowiona. Aktualnie wykonywane są prace przy wykonaniu replik dział baterii. Bateria jest zamknięta dla publiczności, z powodu trwających ciągle prac konserwatorskich, chociaż Fondazzjoni Wirt Artna planuje jej otwarcie jako atrakcji kulturalnej w roku 2015. Według stanu na kwiecień 2016 roku bateria jest w końcowej fazie odnowy, lecz nie jest jeszcze otwarta dla publiczności (wg informacji na głównej bramie).